# Торрис (Риу-Гранди-ду-Сул)
Торрис (порт. Torres) — муниципалитет в Бразилии, входит в штат Риу-Гранди-ду-Сул. Составная часть мезорегиона Агломерация Порту-Алегри. Входит в экономико-статистический микрорегион Озориу. Население составляет 32 358 человек на 2007 год. Занимает площадь 162,128 км².

## История
Город основан 21 мая 1878 года.

## Статистика
- Валовой внутренний продукт на 2005 год составляет 282.753.000,00 реалов (данные: Бразильский институт географии и статистики).
- Валовой внутренний продукт на душу населения на 2005 год составляет 8.244,00 реалов (данные: Бразильский институт географии и статистики).
- Индекс развития человеческого потенциала на 2000 год составляет 0,821 (данные: Программа развития ООН).

## Галерея

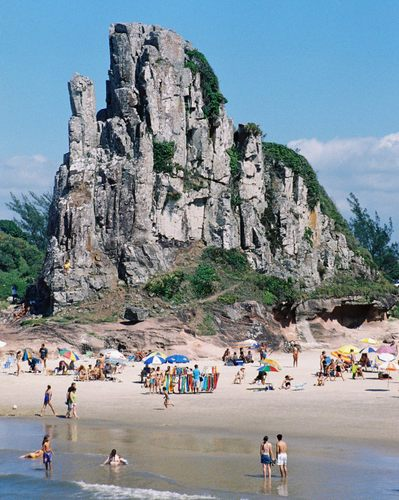
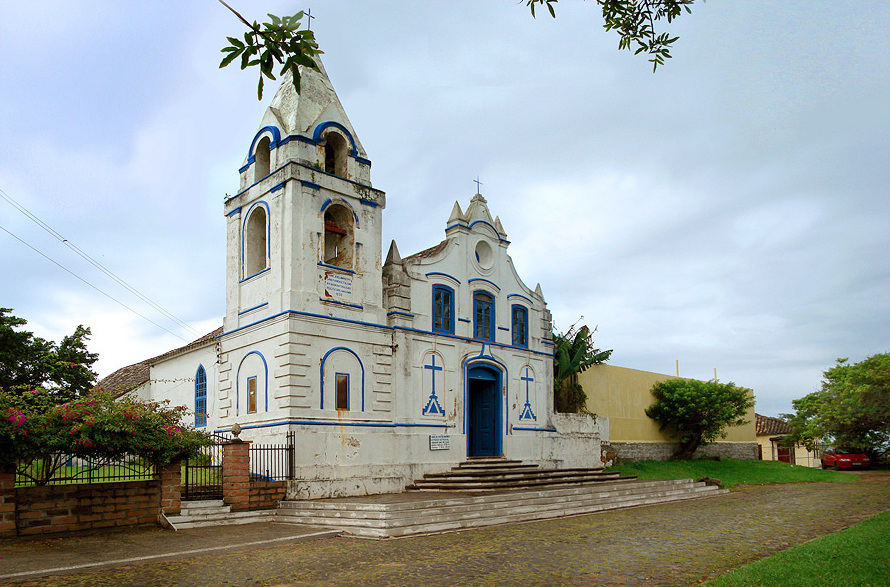
Собор
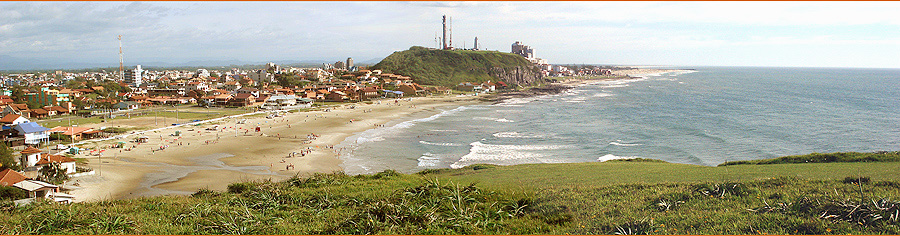
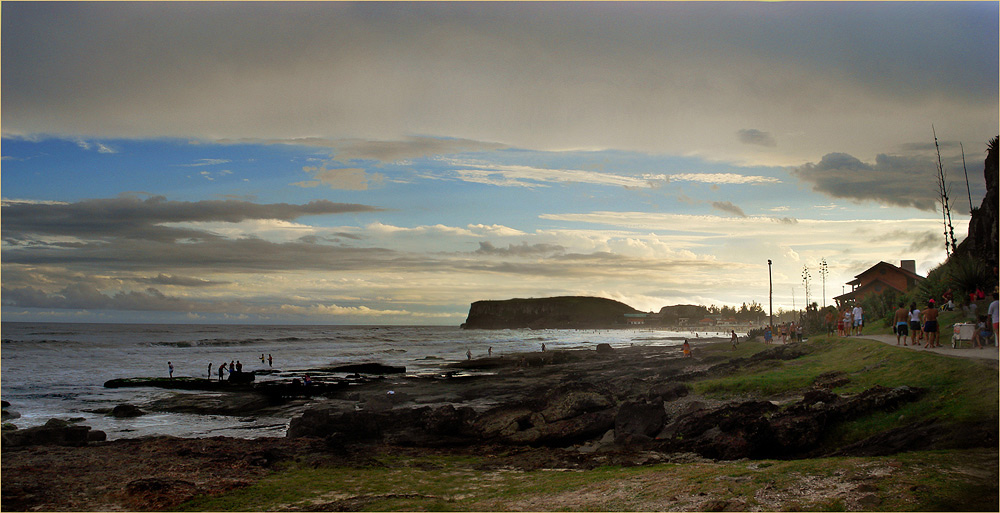
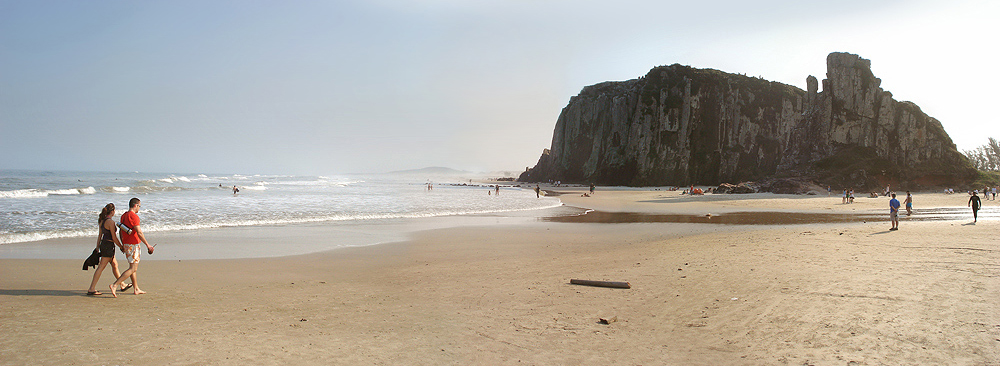
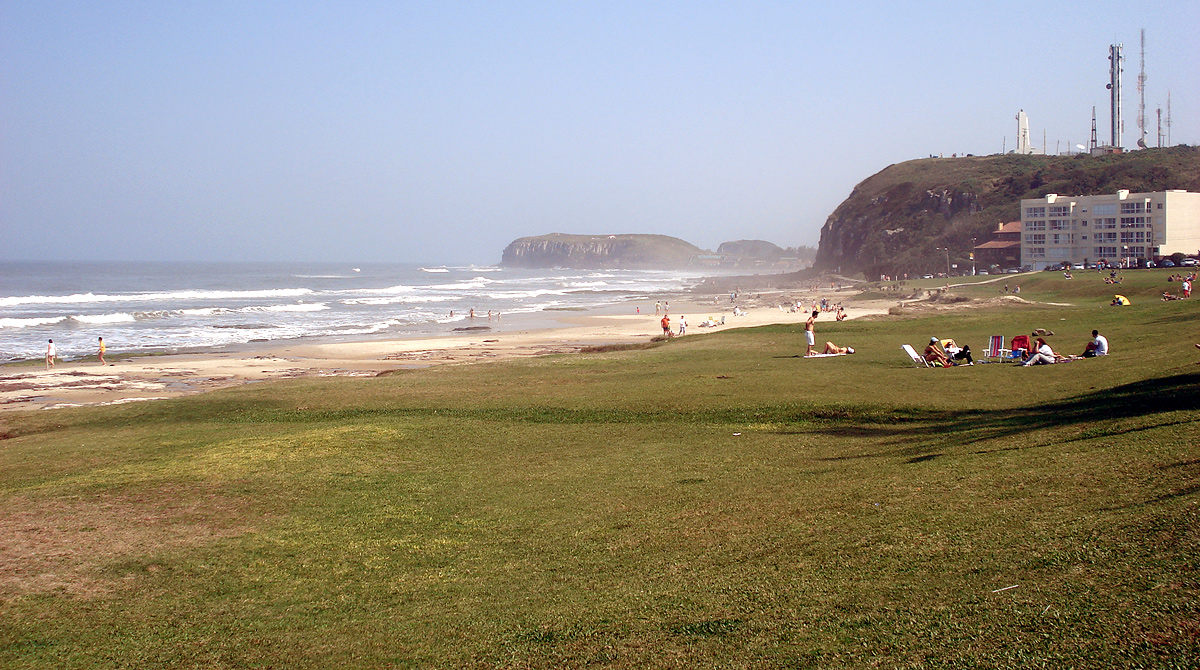